# Chirawat Pimpawatin
Chirawat Pimpawatin (Bangkok, 30 novembre 1952) è un ex calciatore thailandese di ruolo difensore.

## Carriera
Con la nazionale thailandese ha partecipato alle Olimpiadi del 1968 ed alla Coppa d'Asia 1972.